# Pagoda Ridge
Pagoda Ridge är en bergstopp i Antarktis. Den ligger i Västantarktis. Argentina, Chile och Storbritannien gör anspråk på området. Toppen på Pagoda Ridge är 249 meter över havet.
Terrängen runt Pagoda Ridge är kuperad västerut, men österut är den platt. Trakten är obefolkad. Det finns inga samhällen i närheten. 